# КАвЗ-685
КАвЗ-685 (4х2) — автобус малого класу, місцевого сполучення. Випускався Курганським автобусним заводом в період з 1971 року по 1984 рік, на шасі автомобіля ГАЗ-53А.
Кузов — суцільнометалевий з двома дверима, в тому числі одна для водія. Крім того, є задні запасні двері.

## Модифікації
- КАвЗ-685Б — північний, що відрізняється наявністю теплоізоляції кузова, подвійним склінням, додатковим опалюванням і підігрівачем;
- КАвЗ-685Г — гірський, відрізняється наявністю електродинамічного гальма-сповільнювача, має противідкатні пристрої і ремені безпеки для водія та всіх пасажирів;
- КАвЗ-685Ю — відрізняється установкою сонцезахисного екрану на даху і теплоізоляцією кузова.

## Технічні характеристики
| Параметр                                                       | Параметр                                                       | Характеристика                                                                           | Характеристика                                                                           |
| -------------------------------------------------------------- | -------------------------------------------------------------- | ---------------------------------------------------------------------------------------- | ---------------------------------------------------------------------------------------- |
| Число місць                                                    | для сидіння                                                    | 21                                                                                       | 21                                                                                       |
| Число місць                                                    | загальне                                                       | 23                                                                                       | 23                                                                                       |
| Власна маса, кг                                                | на передню вісь                                                | 1550                                                                                     | 4080                                                                                     |
| Власна маса, кг                                                | на задню вісь                                                  | 2530                                                                                     | 4080                                                                                     |
| Повна маса, кг                                                 | на передню вісь                                                | 1700                                                                                     | 6545                                                                                     |
| Повна маса, кг                                                 | на задню вісь                                                  | 4845                                                                                     | 6545                                                                                     |
| Дорожні просвіти, мм                                           | під передньою віссю                                            | 347                                                                                      | 347                                                                                      |
| Дорожні просвіти, мм                                           | під задньою віссю                                              | 265                                                                                      | 265                                                                                      |
| Радіус повороту, м                                             | по осі сліду зовнішнього колеса                                | 8                                                                                        | 8                                                                                        |
| Радіус повороту, м                                             | зовнішній габаритний                                           | 9                                                                                        | 9                                                                                        |
| Максимальна швидкість, км/год                                  | Максимальна швидкість, км/год                                  | 80                                                                                       | 80                                                                                       |
| Гальмівний шлях зі швидкості 60 км/год, м                      | Гальмівний шлях зі швидкості 60 км/год, м                      | 36,7                                                                                     | 36,7                                                                                     |
| Контрольна витрата палива при швидкості 30-40 км/год, л/100 км | Контрольна витрата палива при швидкості 30-40 км/год, л/100 км | 24                                                                                       | 24                                                                                       |
| Двигун                                                         | Двигун                                                         | ЗМЗ-53                                                                                   | ЗМЗ-53                                                                                   |
| Карбюратор                                                     | Карбюратор                                                     | К-126Б                                                                                   | К-126Б                                                                                   |
| Електрообладнання                                              | Електрообладнання                                              | 12 В                                                                                     | 12 В                                                                                     |
| Акумуляторна батарея                                           | Акумуляторна батарея                                           | 6СТ-75                                                                                   | 6СТ-75                                                                                   |
| Переривник-розподільник                                        | Переривник-розподільник                                        | Р-13Д                                                                                    | Р-13Д                                                                                    |
| Котушка запалювання                                            | Котушка запалювання                                            | Б-114                                                                                    | Б-114                                                                                    |
| Свічки запалювання                                             | Свічки запалювання                                             | А11У                                                                                     | А11У                                                                                     |
| Генератор                                                      | Генератор                                                      | Г266-А                                                                                   | Г266-А                                                                                   |
| Стартер                                                        | Стартер                                                        | СТ230-А                                                                                  | СТ230-А                                                                                  |
| Зчеплення                                                      | Зчеплення                                                      | однодискове сухе                                                                         | однодискове сухе                                                                         |
| Коробка передач                                                | Коробка передач                                                | чотириступінчаста з синхронізаторами на III і IV передачах                               | чотириступінчаста з синхронізаторами на III і IV передачах                               |
| Головна передача                                               | Головна передача                                               | одинарна гипоїдная                                                                       | одинарна гипоїдная                                                                       |
| Передаточне число                                              | коробки передач                                                | I — 6,55; II — 3,09; ІІІ — 1,71; IV — 1,00; З. Х. — 7,77                                 | I — 6,55; II — 3,09; ІІІ — 1,71; IV — 1,00; З. Х. — 7,77                                 |
| Передаточне число                                              | головної передачі                                              | 6,83                                                                                     | 6,83                                                                                     |
| Рульовий механізм                                              | Рульовий механізм                                              | глобоїдальний черв'як з трьохгребневим роликом, передаточне число 20,5                   | глобоїдальний черв'як з трьохгребневим роликом, передаточне число 20,5                   |
| Підвіска — передня та задня                                    | Підвіска — передня та задня                                    | на двох поздовжніх напівелліптичних ресорах, апамортизатори гідравлічні телескопічні     | на двох поздовжніх напівелліптичних ресорах, апамортизатори гідравлічні телескопічні     |
| Гальма                                                         | робочі                                                         | барабанні на всі колеса з гідравлічним приводом і роздільним гідровакуумним підсилювачем | барабанні на всі колеса з гідравлічним приводом і роздільним гідровакуумним підсилювачем |
| Гальма                                                         | стоянникові                                                    | барабанні на трансмісію з механічним приводом                                            | барабанні на трансмісію з механічним приводом                                            |
| Кількість коліс                                                | Кількість коліс                                                | 6+1                                                                                      | 6+1                                                                                      |
| Розмір шин                                                     | Розмір шин                                                     | 8,25 — 20                                                                                | 8,25 — 20                                                                                |
| Тиск повітря у шинах, кгс/см²                                  | передніх                                                       | 2,8                                                                                      | 2,8                                                                                      |
| Тиск повітря у шинах, кгс/см²                                  | задніх                                                         | 4,3                                                                                      | 4,3                                                                                      |
| Заправні об'єми, л, та рекомендовані експлуатаційні матеріали  | паливний бак                                                   | 105 — бензин А-76                                                                        | 105 — бензин А-76                                                                        |
| Заправні об'єми, л, та рекомендовані експлуатаційні матеріали  | система охолодження двигуна                                    | 23 — вода або антифриз                                                                   | 23 — вода або антифриз                                                                   |
| Заправні об'єми, л, та рекомендовані експлуатаційні матеріали  | система змащення двигуна                                       | 8 — масло АС-8                                                                           | 8 — масло АС-8                                                                           |
| Заправні об'єми, л, та рекомендовані експлуатаційні матеріали  | повітряний фільтр                                              | 0,55 — мастило для двигуна                                                               | 0,55 — мастило для двигуна                                                               |
| Заправні об'єми, л, та рекомендовані експлуатаційні матеріали  | картер рульового механізму                                     | 0,5 — мастило ТСп-14 або ТАп-15 в                                                        | 0,5 — мастило ТСп-14 або ТАп-15 в                                                        |
| Заправні об'єми, л, та рекомендовані експлуатаційні матеріали  | картер коробки передач                                         | 3 — мастило ТАп-15 або ТАп-15в                                                           | 3 — мастило ТАп-15 або ТАп-15в                                                           |
| Заправні об'єми, л, та рекомендовані експлуатаційні матеріали  | картер ведучого моста                                          | 8,2 — мастило ТС-14,5 з присадкою ХЛОРЭФ-40                                              | 8,2 — мастило ТС-14,5 з присадкою ХЛОРЭФ-40                                              |
| Заправні об'єми, л, та рекомендовані експлуатаційні матеріали  | гідравлічна система гальм                                      | 0,77 — гальмівна рідина БСК                                                              | 0,77 — гальмівна рідина БСК                                                              |
| Заправні об'єми, л, та рекомендовані експлуатаційні матеріали  | амартизатори                                                   | два передніх і два задніх по 0,41 — мастило веретенне АУ                                 | два передніх і два задніх по 0,41 — мастило веретенне АУ                                 |
| Заправні об'єми, л, та рекомендовані експлуатаційні матеріали  | бачок омивача вітрового скла                                   | 1,5 — рідина НИИСС-4 в суміші з водою                                                    | 1,5 — рідина НИИСС-4 в суміші з водою                                                    |
| Маса агрегатів, кг                                             | двигун з устаткуванням і зчепленням                            | 286                                                                                      | 286                                                                                      |
| Маса агрегатів, кг                                             | коробка передач                                                | 30                                                                                       | 30                                                                                       |
| Маса агрегатів, кг                                             | карданні вали                                                  | 27                                                                                       | 27                                                                                       |
| Маса агрегатів, кг                                             | передній міст                                                  | 141                                                                                      | 141                                                                                      |
| Маса агрегатів, кг                                             | задній міст                                                    | 271                                                                                      | 271                                                                                      |
| Маса агрегатів, кг                                             | рама                                                           | 450                                                                                      | 450                                                                                      |
| Маса агрегатів, кг                                             | каркас кузова в зборі                                          | 180                                                                                      | 180                                                                                      |
| Маса агрегатів, кг                                             | колесо в зборі з шиною                                         | 86                                                                                       | 86                                                                                       |
| Маса агрегатів, кг                                             | радіатор                                                       | 27                                                                                       | 27                                                                                       |